# CosMc's
CosMc's é um restaurante americano de fast food, um spin-off do McDonald's. Foi lançado em 7 de dezembro de 2023, em Bolingbrook, Illinois. A rede anunciou o encerramento das atividades até junho de 2025.

## Operações
O CosMc's tem como objetivo vender lanches da tarde e café e tem sido visto como uma tentativa do McDonald's de entrar no mercado de café dos Estados Unidos e no crescente mercado de bebidas drive-thru.

### Lançamento
A rede foi anunciada em julho de 2023. A primeira loja da CosMc's foi inaugurada no dia 7 de dezembro de 2023, que contava com uma grande fila de carros. A primeira loja fica em Bolingbrook, Illinois.
Até 2024, o McDonald's planejava ter dez lojas operacionais, incluindo nove no Texas. O CEO do McDonald's, Chris Kempczinski, disse que a empresa avaliaria as dez lojas no ano seguinte, acrescentando "Não vamos ficar muito entusiasmados".

### Encerramento
A empresa anunciou no fim de maio de 2025, que estaria encerrando a rede e fechando todas as cinco unidades – quatro no Texas e uma em Illinois – até o final de junho, apenas dois anos após o lançamento do spin-off temático. Embora os locais da CosMc's desapareçam, alguns dos itens do cardápio não desaparecerão. O CEO Chris Kempczinski disse que a rede está testando novas bebidas personalizadas inspiradas no CosMc's com alguns franqueados ainda este ano.